# Севанская битва
Севанская битва (арм. Սեւանի ճակատամարտ) — битва, произошедшая в 921 году или летом 925 года между армянскими войсками царя Ашота II Железного и эмира Арабского халифата Юсуфа ибн Абу-с-Саджа из династии Саджидов.

## История
После казни Смбата I его сын Ашот II вёл стремительную борьбу за независимость Армянского царства. После успешных военных операций в течение 914—922 годов против арабских сил Юсуфа и Насра, из-за внутренних распрей Ашот II был вынужден на некоторое время укрепиться на острове Севан. Воспользовавшись ситуацией, арабский военачальник Бешир разрушил некоторые населённые пункты, а после предпринял наступление на Севанский остров. На острове армянами были построены 10 больших лодок. Несмотря на меньшие силы, Ашот II и его войско приблизились паромами на берег и предприняли внезапную атаку луками, одержав победу над противником. Отступающий в направлении Двина арабский командир Бешир получил новый удар у крепости Кега (арм. Քեղա) от одного из военачальников Ашота II Георга. После Севанской битвы халифат смирился с независимым статусом Армении. После этого триумфа Ашот II принял титул «Царь царей Армении» в знак своей гегемонии над другими армянскими князьями.

## В культуре
- Описание битвы есть в романе «Геворг Марзпетуни» армянского писателя Мурацана.
- Севанской битве посвящена одна из глав романа «Прядь» Владимира Масленникова.

## Комментарии
1. 1 2  В результате затраты водных ресурсов в середине XX века превратился в полуостров.
2. ↑  По мнению Чамчяна из рода Марзпетуни.